# Kostel svaté Hedviky Slezské (Lehnické Pole)
Kostel svaté Hedviky v Lehnickém Poli je dominantou bývalého benediktinského klášterního komplexu. Nachází se v Polsku, v obci Lehnické Pole v Dolnoslezském vojvodství. Je sídlem farnosti Povýšení svatého Kříže a svaté Hedviky Slezské. Od roku 2014 má chrám status baziliky minor a od 2017 kolegiátního kostela. V roce 2004 byl také uznán za polskou historickou památku.

## Historie
Právo obnovení proboštství a založení vlastní farnosti v Lehnickém Poli získal opat benediktinského břevnovsko-broumovského opatství Otmar Daniel Zinke v roce 1723. Autorem projektu novostavby proboštství a kostela byl Kilián Ignác Dientzenhofer. Základní kámen byl položen 15. června 1719. Chrám byl uveden do provozu nedokončený v roce 1729, vysvěcen byl v roce 1731 (celý areál proboštství byl dokončován až do roku 1738).
V roce 2014 byl kostel prohlášen papežem Františkem za baziliku minor.

## Popis

### Architektura
Exteriér dvouvěžové baziliky se vyznačuje dynamickým konvexně vypouklým průčelím. Široká hlavní loď je na půdorysu na šířku spojených elips. Hlavní loď je zaklenutá českými plackami bez klenebních pasů. Výklenkové boční kaple jsou mělké, rámované mohutnými polosloupy s nikami mezi užšími sloupy, se sochami světců.

### Výzdoba

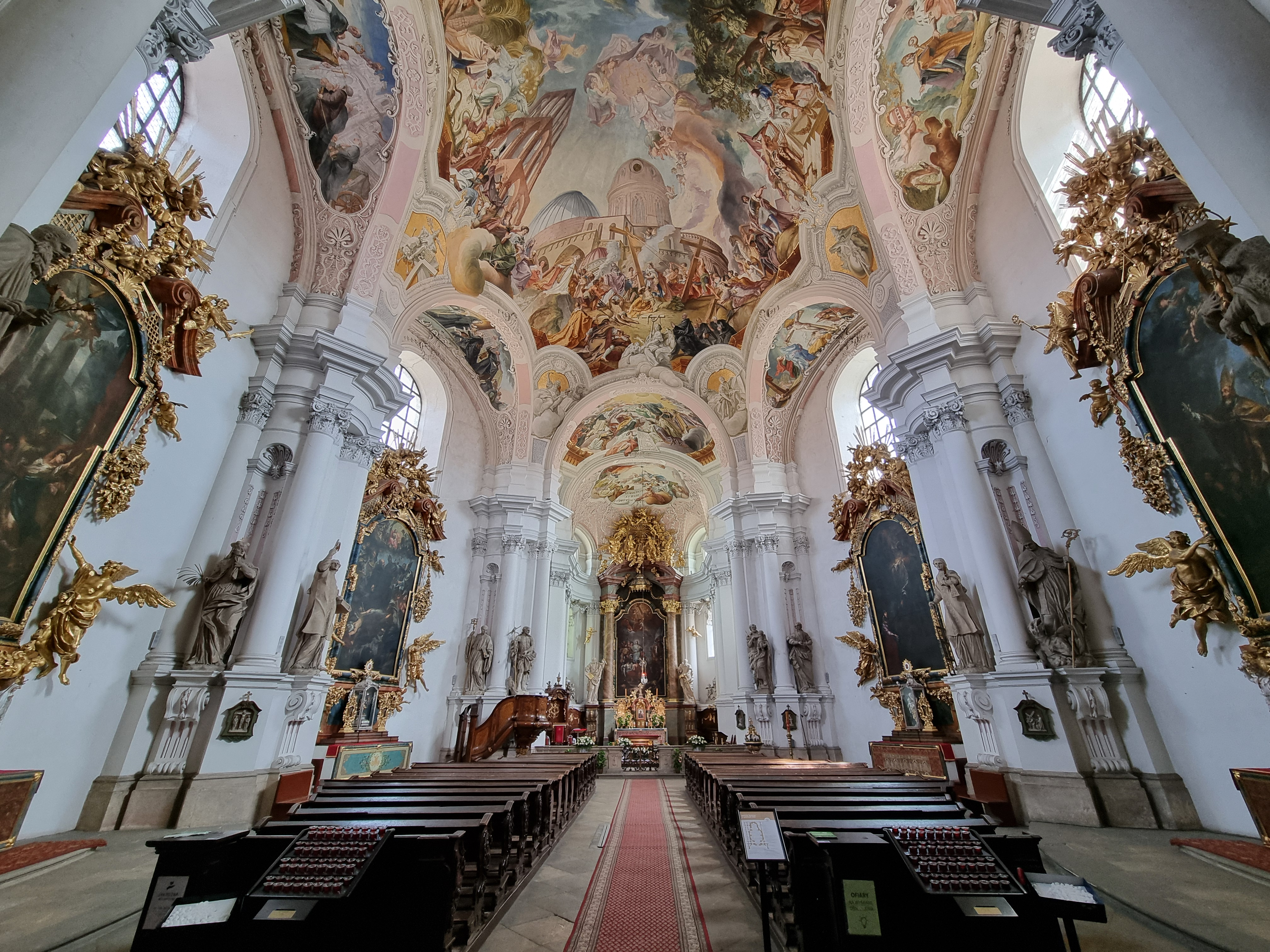
Interiér

Sochařskou výzdobu exteriéru a interiéru vytvořil v letech 1727–1731 sochař Karel Josef Hiernle. Klenby pokryl v roce 1733 freskami mnichovský malíř Cosmas Damian Asam, štukové rámce provedla dílna jeho bratra Egida Quirina Asama. 
- Ústřední freska nese motiv Nalezení a Vztyčení Svatého Kříže sv. Helenou s epizodami ze Starého a Nového zákona po obvodu. V presbytáři se nachází dvojice oválných výjevů: Oslava Panny Marie mezi anděly a Sv. Benedikt představuje řádové regule se světci. Čtyři lunetové fresky po stranách ústředního výjevu: 1. Sv. Benedikt vysílá z kláštera Monte Cassino sv. Placida a sv. Maura na misie do Galie; 2. Založení Břevnovského kláštera sv. Vojtěchem a knížetem Boleslavem II.; 3. Opat Otmar Zinke uvádí mnichy do nového kostela na Lehnickém Poli pod dohledem sv. Hedviky; 4. Ukřižování s Pannou Marií, sv. Janem Evangelistou, sv. Máří Magdalénou a sv. Longinem. Nad varhanami je nakonec výjev Nalezení těla Jindřicha II. kněžnou Annou a sv. Hedvika předává relikvie sv. Kříže mnichům z Opatovického kláštera.

- Hlavní oltář: obraz Nalezení těla Jindřicha II. Pobožného sv. Hedvikou a kněžnou Annou, namaloval vlámský malíř Johann Franz de Backer v roce 1728; dřevěné sochy sv. Petra a Pavla a skupinu Nejsvětější Trojice s anděly v nástavci vytvořil Karel J. Hiernle
- Obrazy na čtyřech bočních oltářích namaloval v zimních měsících mezi lety 1728/1729 Václav Vavřinec Reiner. Jsou to obrazy Umučení sv. Markéty; Oslava sv. Benedikta se sv. Řehořem, sv. Augustinem, sv. Vojtěchem a sv. Prokopem; Snímání z kříže s Bolestnou Pannou Marií; Zázrak přivolání deště sv. Vojtěchem na Zelené Hoře. Dřevěné zlacené řezby andělů obklopující ústřední obraz a relikviáře jsou od Hiernleho.
- Na sloupech po stranách oltářů stojí 14 nadživotních kamenných soch světců od Karla Hiernleho. Socha sv. Josefa s Ježíškem byla opatřena na soklu sochařovou signaturou.
- Varhany zhotovil roku 1731 slezský varhanář Adam Horatio Casparini, sochařskou výzdobu prospektu vytvořil rovněž Hiernle.

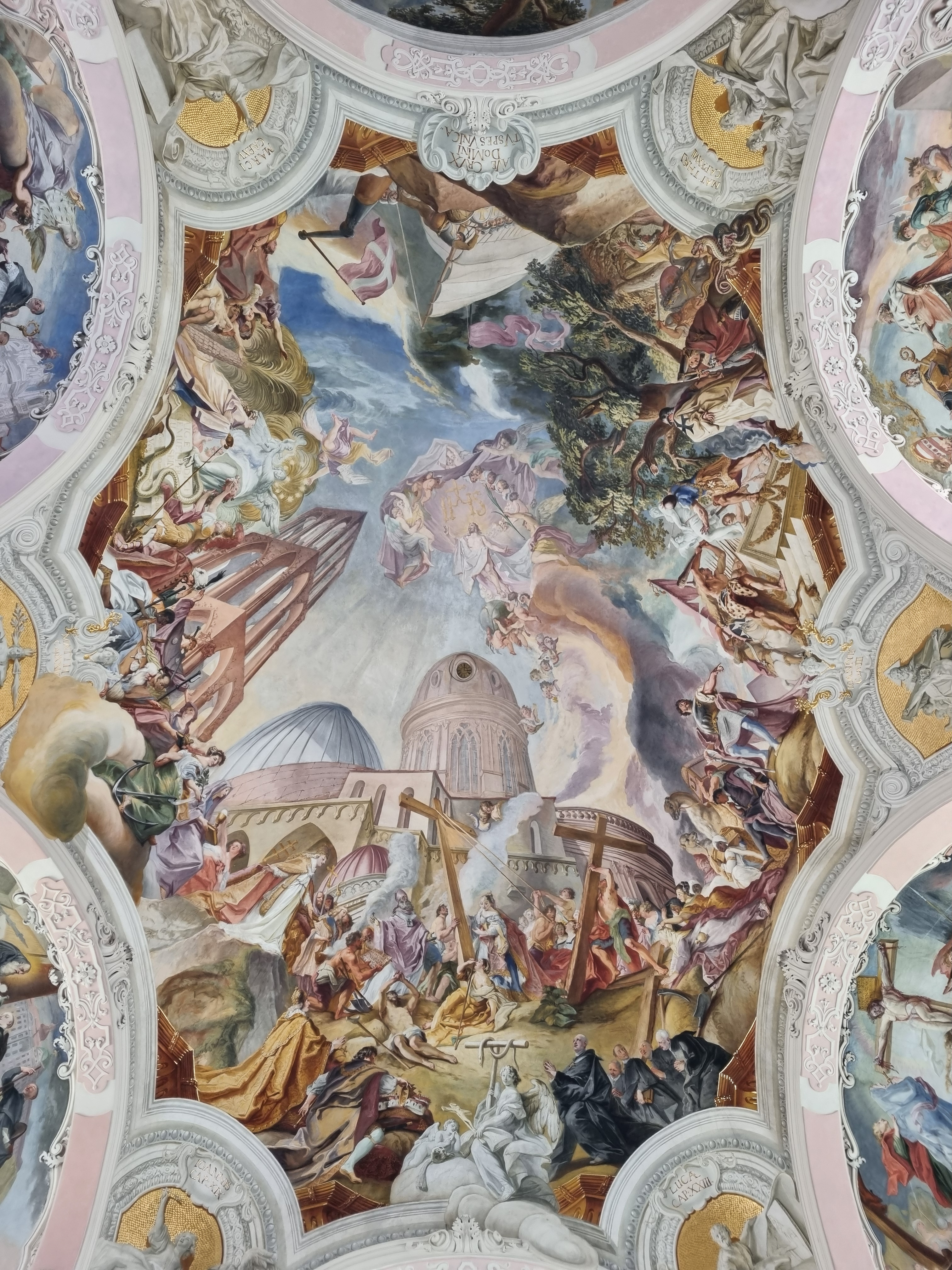
Centrální Asamova freska Nalezení sv. Kříže

- Centrální Asamova freska Nalezení sv. KřížeDalší řezbářské práce: zpovědnice, křtitelnice ve tvaru barokní lucerny se sousoším Křtu Krista, opatský a převorský trůn a chórové lavice.